# Muhidin Mohamad Said
Muhidin Mohamad Said (sinh ngày 7 tháng 10 năm 1950) là một doanh nhân và chính trị gia người Indonesia thuộc đảng Golkar, ông là đại biểu của Hội đồng Đại diện Nhân dân từ Trung Sulawesi từ năm 2004. Trước đó ông là đại biểu khu vực của tỉnh tại Hội nghị Hiệp thương Nhân dân từ năm 1992 đến năm 2004.

## Đầu đời
Muhidin Mohamad Said sinh ngày 7 tháng 10 năm 1950 tại Soppeng, Nam Sulawesi. Khi còn nhỏ, ông chuyển đến Palu ở Trung Sulawesi, ông hoàn thành việc học tại các trường công lập. Ông tốt nghiệp trường trung học công lập số 1 của Palu (SMA Negeri 1 Palu) vào năm 1970. Ông tiếp tục ở lại Palu để học đại học, học kinh tế tại Đại học Tadulako từ năm 1971 đến năm 1975.

## Sự nghiệp
Sau khi tốt nghiệp Đại học Tadulako, Said bắt đầu kinh doanh, chủ yếu sản xuất hạt ca cao và bất động sản. Ông giảng dạy tại khoa chính trị và khoa học xã hội tại Đại học Tadulako.
Vào thập niên 1980, ông kết nạp đảng Golkar rồi được bổ nhiệm làm đại biểu khu vực cho Trung Sulawesi tại Hội nghị Hiệp thương Nhân dân (MPR) vào năm 1992. Ông là đại biểu đến năm 2004, khi các sửa đổi Hiến pháp Indonesia bãi bỏ các ghế đại biểu khu vực trong MPR. Said sau đó giành một ghế Trung Sulawesi tại Hội đồng Đại diện Nhân dân (DPR) trong cuộc bầu cử lập pháp cùng năm. Ông tái đắc cử nhiệm kỳ DPR thứ hai vào năm 2009 với 87.412 phiếu bầu, nhiệm kỳ thứ ba vào năm 2014 với 131.508 phiếu bầu, nhiệm kỳ thứ tư vào năm 2019 với 94.779 phiếu bầu, và nhiệm kỳ thứ năm với 154.301 phiếu bầu vào năm 2024.
Trong nhiệm kỳ 2019–2024 và 2024–2029, Said được bổ nhiệm làm phó chủ tịch ủy ban ngân sách của DPR. Đồng thời là thành viên của Ủy ban thứ năm và thứ mười một của DPR. Tính đến năm 2024, ông là nhà lập pháp quốc gia có thời gian đương nhiệm dài nhất tại Indonesia. Tờ Kompas vào năm 2024 đã so sánh thời gian tại nhiệm của ông tại MPR và DPR với nhiệm kỳ tổng thống kéo dài 32 năm của Suharto.
Trong nhiệm kỳ 2014–2019 ông chỉ đạo việc tạo ra luật Dịch vụ Xây dựng, điều chỉnh mức lương tối thiểu cho công nhân xây dựng, và cũng thúc đẩy luật tài nguyên nước điều chỉnh việc sử dụng nước tư nhân. Năm 2021, ông lên tiếng lo ngại về sự gia tăng các giao dịch tiền mã hóa ở Indonesia, dẫn chứng các hoạt động bất hợp pháp liên quan.

## Đời tư
Said kết hôn với Sri Sulistiasti và có năm người con. Ông có tiền sử bệnh tăng huyết áp. Trong một cuộc họp ngân sách DPR vào tháng 6 năm 2022, ông ngã quỵ trước hội nghị sau khi trình bày báo cáo, ông đã bình phục sau khi được đội ngũ y tế của cơ quan lập pháp điều trị.